# Oktod-Sendeturm
Der Oktod-Sendeturm ist ein 258 m hoher Sendeturm der russischen Telekommunikationsfirma Oktod für UKW, FM und TV. Er wurde von 2004 bis 2006 in Stahlfachwerkbauweise errichtet und steht im Moskauer Bezirk Nordwest. Der für die Öffentlichkeit nicht zugängliche Turm besitzt einen ungewöhnlichen achteckigen Querschnitt.
Die untersten Teile des Oktod-Sendeturms wurden mit Hilfe eines Krans, die obersten mit Hilfe eines Hubschraubers montiert.

## Bilder

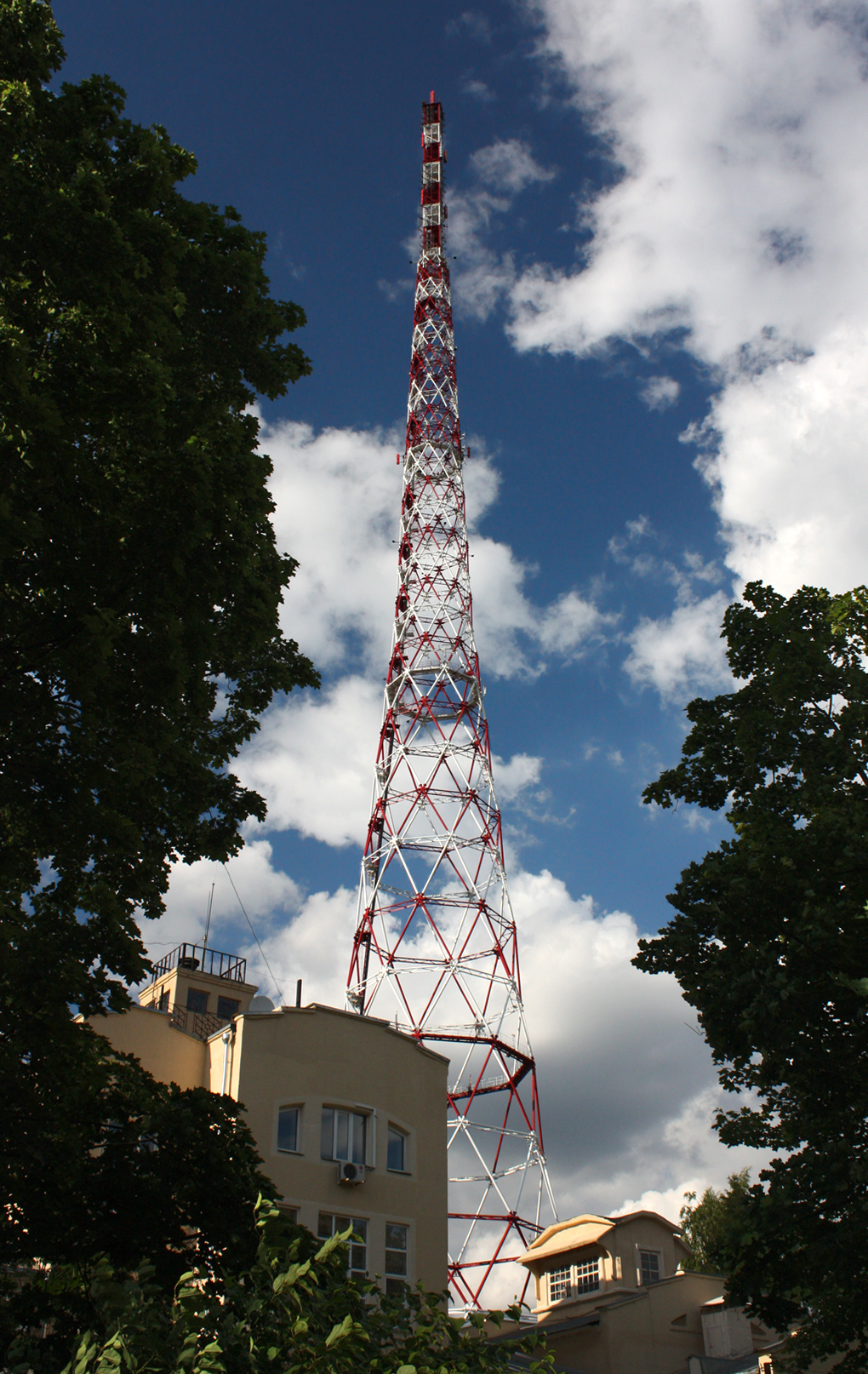
Außenansicht
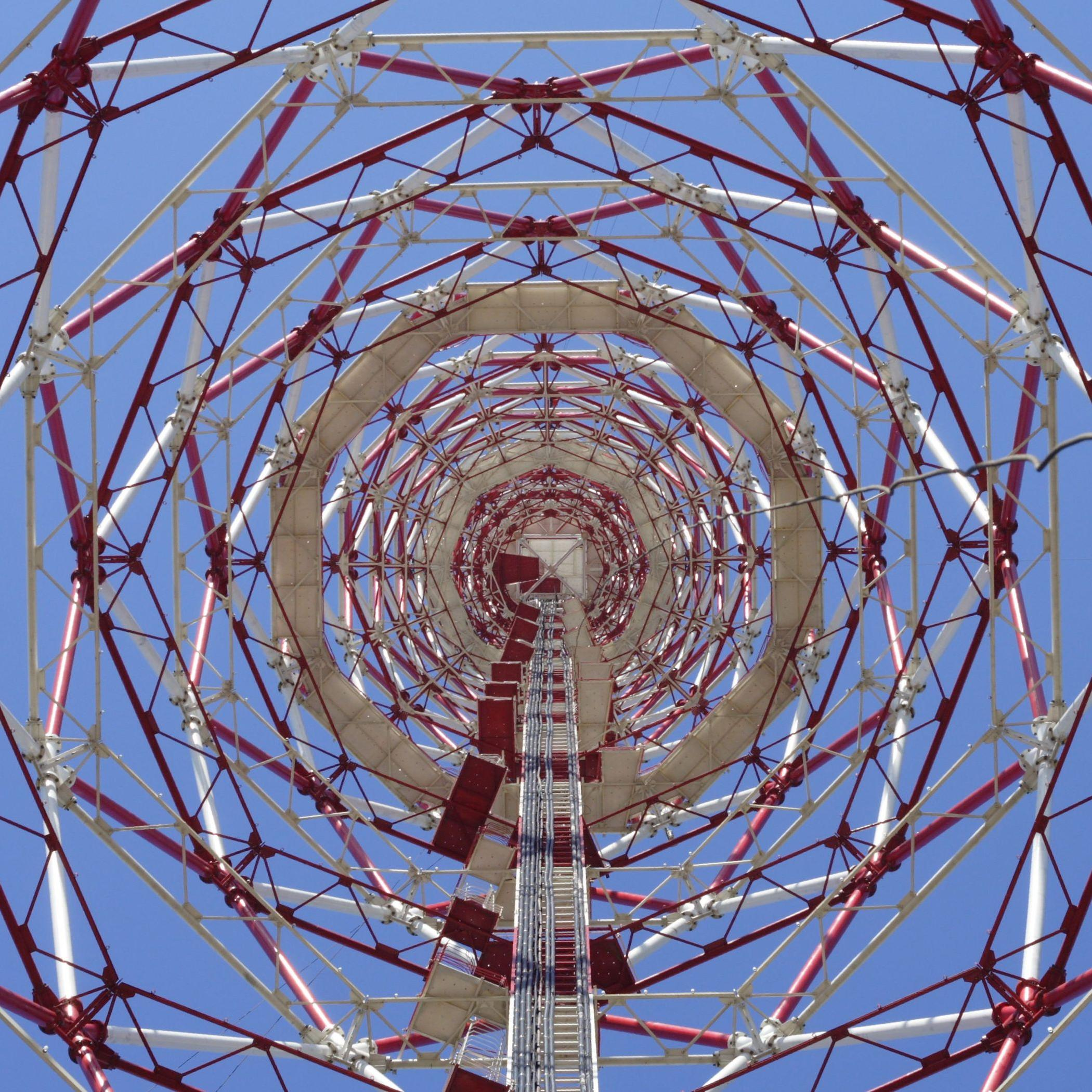
Innenansicht